# Argyrolobium aciculare
Argyrolobium aciculare är en ärtväxtart som beskrevs av Dummer. Argyrolobium aciculare ingår i släktet Argyrolobium och familjen ärtväxter. Inga underarter finns listade i Catalogue of Life.